# Temple Chevallier
Temple Chevallier, född 19 oktober 1794, död 4 november 1873, var en brittisk präst och astronom.
Efter utbildning vid Pembroke College vid Universitetet i Cambridge blev Temple 1818 prästvigd. Han blev 1835 professor i matematik och astronomi vid Durham University samt var 1841-1871 direktor för observatoriet där, som upprättades genom hans inflytande. Chevallier var den förste i England, som gjorde regelbundna och fortsatta iakttagelser över solfläckarna. Bland hans publikationer märks en serie observationer av planeter samt en metod för bestämning av parallaxens inflytande genom observationer av en stjärnas betäckning av månen.
Chevallier översatte också äldre religiösa skrifter, samt undervisade i hebreiska och teologi.